# Barry Marshall
Pour les articles homonymes, voir Marshall.
Barry Marshall, né le 30 septembre 1951 à Kalgoorlie en Australie-Occidentale, est un médecin australien, professeur de microbiologie clinique à l'université d'Australie-Occidentale. Il est surtout connu pour avoir prouvé que la bactérie Helicobacter pylori est la cause de la plupart des ulcères de l'estomac, ce qui mit fin à la doctrine médicale qui en voyait les causes dans le stress, les aliments épicés ou un excès d'acidité. Cette découverte lui vaut le prix Nobel de physiologie ou médecine en 2005, conjointement avec Robin Warren.

## Biographie
Il obtient son diplôme en médecine et pharmacologie à l'université d'Australie-Occidentale en 1974. En 1981, à l'hôpital royal de Perth (en), il rencontre Robin Warren, un pathologiste spécialisé dans les troubles intestinaux. Ensemble, ils étudient la présence de bactéries hélicoïdales lors d'infections gastriques. 
En 1982, ils effectuent la culture d'Helicobacter pylori et développent l'hypothèse que ces bactéries mènent aux ulcères et aux cancers de l'estomac. L'hypothèse d'une bactérie H. pylori, qu'ils appellent d'abord « Campylobacter pylorique », se heurte au scepticisme d'une communauté médicale qui ne croit pas que des bactéries puissent survivre dans un environnement aussi acide que l'estomac.
En 1984, dans le but de surmonter ces doutes, Barry Marshall avale le contenu d'une éprouvette de culture et développe en quelques jours une gastrite, qu'il guérit ensuite avec des antibiotiques. À l'hôpital de Fremantle, il confirme les deux derniers postulats de Koch sur H. pylori. Par la suite, il travaille à l'université de Virginie et vulgarise ses recherches aux États-Unis, avant de retourner en Australie en 1997. Il occupe une chaire de recherche à l'université d'Australie-Occidentale de 1998 à 2003.
En 2005, Marshall et Warren reçoivent le prix Nobel de physiologie ou médecine « pour leur découverte de la bactérie Helicobacter pylori et de son rôle dans les gastrites et les ulcères de l'estomac ».
Le professeur Marshall continue ses recherches sur H. pylori et dirige un laboratoire de biologie moléculaire à l'université d'Australie-Occidentale.

## Récompenses
- 1995 : prix Albert-Lasker pour la recherche médicale clinique
- 1998 : médaille Florey conjointement avec Robin Warren
- 1996 : prix de la fondation internationale Gairdner
- 2001 : prix Prince-Mahidol
- 2005 : prix Nobel de physiologie ou médecine conjointement avec Robin Warren
- (249044) Barrymarshall, astéroïde nommé en son honneur.

## Publications
- (en) B. J. Marshall, « Unidentified curved bacillus on gastric epithelium in active chronic gastritis », The Lancet, 1983, 1(8336):1273-1275, PMID 6134060.
- (en) B. J. Marshall, J. R. Warren, « Unidentified curved bacilli in the stomach of patients with gastritis and peptic ulceration », The Lancet, 1984, 1(8390):1311-1315, PMID 6145023.